# Cupido batikeli
Cupido batikeli är en fjärilsart som beskrevs av Jean Baptiste Boisduval 1833. Cupido batikeli ingår i släktet Cupido och familjen juvelvingar. Inga underarter finns listade i Catalogue of Life.